# هورینگر
هورینگر (به انگلیسی: Horringer) یک روستا و محله مدنی در بریتانیا است که در St Edmundsbury واقع شده‌است. هورینگر ۸۹۰ نفر جمعیت دارد.